# Лінц (аеропорт)
Аеропорт Лінц, також аеропорт Лінц Блакитний Дунай (IATA: LNZ, ICAO: LOWL), нім. Flughafen Linz) — невеликий міжнародний аеропорт за 12 км на південний захід від Лінца, третього за величиною міста Австрії.

## Авіалінії та напрямки, січень 2020

### Пасажирські
| Авіакомпанія             | Пункт призначення                                           |
| ------------------------ | ----------------------------------------------------------- |
| Air Cairo                | Сезонний чартер: Хургада, Марса-Алам                        |
| Air Dolomiti             | Франкфурт                                                   |
| Austrian Airlines        | Дюссельдорф Сезонний чартер: Ханья, Карпатос, Родос, Закінф |
| Bulgarian Air Charter    | Сезонний чартер: Бургас, Корфу, Іракліон, Кос, Родос        |
| Corendon Airlines        | Сезонний: Анталія                                           |
| Corendon Airlines Europe | Сезонний: Іракліон, Хургада,Родос                           |
| Czech Airlines           | Сезонний чартер: Брач                                       |
| Eurowings                | Сезонний: Пальма-де-Мальорка                                |
| Lufthansa                | Франкфурт                                                   |
| Pegasus Airlines         | Сезонний чартер: Анталія                                    |

## Статистика
| Рік  | Пасажирообіг | Вантажообіг | Вантажний авіаційний трафік | Вантажообіг загалом |
| ---- | ------------ | ----------- | --------------------------- | ------------------- |
| 2005 | 726,529      | 13,955      | 0.384                       | 31,829              |
| 2006 | 762,094      | 12,705      | 0.404                       | 33,862              |
| 2007 | 773,114      | 14,282      | 1,505                       | 34,661              |
| 2008 | 803,163      | 15,674      | 5,181                       | 36,540              |
| 2009 | 682,945      | 13,881      | 5,709                       | 33,325              |
| 2010 | 692,039      | 13,688      | 6,558 w/o                   | 44,809              |
| 2011 | 679,220      | 10,669      | 8,341 w/o                   | 47,341              |
| 2012 | 623,385      | 10,894      | 8,283 w/o                   | 42,974              |
| 2013 | 549,961      | 10,227      | 9,531 w/o                   | 42,987              |
| 2014 | 561,295      | 10,433      | 10,994 w/o                  | 44,414              |
| 2015 | 529,785      | 8,365       | 10,329 w/o                  | 45,985              |
| 2016 | 435,468      | 10,433      | 10,994 w/o                  | 44,881              |
| 2017 | 402.007      | 6.890       | 10.255 w/o                  | 53.976              |
| 2018 | 465.798      | 6.932       | 8.298 w/o                   | 52.414              |

## Наземний транспорт
До аеропорту можна дістатися автобаном B139 (з'єднано з автобаном A1 Відень - Німеччина) і B1. 
Автобусна лінія 601 з'єднує аеропорт з центром міста Лінцу час в дорозі 20 хвилин Існує додатковий безкоштовний трансфер до залізничної станції Хершинг, звідки прямують потяги до головного вокзалу Лінца